# Takumi Watanabe
Takumi Watanabe (渡辺 匠 Watanabe Takumi?, Iwaki, Fukushima, 15 de marzo de 1982) es un exfutbolista y actual entrenador japonés que se desempeñaba como centrocampista.

## Trayectoria

### Clubes
| Club                | País  | Año         |
| ------------------- | ----- | ----------- |
| Kawasaki Frontale   | Japón | 2000 - 2005 |
| Montedio Yamagata   | Japón | 2006 - 2009 |
| Roasso Kumamoto     | Japón | 2010        |
| Matsumoto Yamaga FC | Japón | 2011 - 2012 |
| Yokohama FC         | Japón | 2013 - 2015 |
| Fukushima United FC | Japón | 2016 - 2017 |

## Estadística de carrera

### J. League
| Club                | Año   | J. League | J. League | Copa J. League | Copa J. League | Total | Total |
| Club                | Año   | Part.     | Goles     | Part.          | Goles          | Part. | Goles |
| ------------------- | ----- | --------- | --------- | -------------- | -------------- | ----- | ----- |
| Kawasaki Frontale   | 2000  | 0         | 0         | 0              | 0              | 0     | 0     |
| Kawasaki Frontale   | 2001  | 14        | 1         | 2              | 1              | 16    | 2     |
| Kawasaki Frontale   | 2002  | 14        | 0         | -              | -              | 14    | 0     |
| Kawasaki Frontale   | 2003  | 40        | 0         | -              | -              | 40    | 0     |
| Kawasaki Frontale   | 2004  | 24        | 0         | -              | -              | 24    | 0     |
| Kawasaki Frontale   | 2005  | 1         | 0         | 0              | 0              | 1     | 0     |
| Montedio Yamagata   | 2006  | 39        | 0         | -              | -              | 39    | 0     |
| Montedio Yamagata   | 2007  | 31        | 2         | -              | -              | 31    | 2     |
| Montedio Yamagata   | 2008  | 22        | 2         | -              | -              | 22    | 2     |
| Montedio Yamagata   | 2009  | 16        | 0         | 5              | 0              | 21    | 0     |
| Roasso Kumamoto     | 2010  | 25        | 0         | -              | -              | 25    | 0     |
| Matsumoto Yamaga FC | 2012  | 12        | 0         | -              | -              | 12    | 0     |
| Yokohama FC         | 2013  | 14        | 0         | -              | -              | 14    | 0     |
| Yokohama FC         | 2014  | 5         | 0         | -              | -              | 5     | 0     |
| Yokohama FC         | 2015  | 5         | 0         | -              | -              | 5     | 0     |
| Fukushima United FC | 2016  | 16        | 0         | -              | -              | 16    | 0     |
| Fukushima United FC | 2017  | 18        | 0         | -              | -              | 18    | 0     |
| Total               | Total | 296       | 5         | 7              | 1              | 303   | 6     |

## Palmarés

### Títulos nacionales
| Título    | Club              | País  | Año  |
| --------- | ----------------- | ----- | ---- |
| J2 League | Kawasaki Frontale | Japón | 2004 |